# Samenstelling Belgische Senaat 1921-1925
De lijst van leden van de Belgische Senaat van 1921 tot 1925. De Senaat telde toen 153 zetels. Op 20 november 1921 werden 93 senatoren rechtstreeks verkozen. Het nationale kiesstelsel was in die periode gebaseerd op algemeen enkelvoudig stemrecht voor alle mannelijke Belgen van 21 jaar en ouder, volgens een systeem van evenredige vertegenwoordiging op basis van de Methode-D'Hondt, gecombineerd met een districtenstelsel. Daarnaast waren er ook 40 provinciale senatoren, aangeduid door de provincieraden en 20 gecoöpteerde senatoren.
De legislatuur liep van 6 december 1921 tot 6 maart 1925. Tijdens deze legislatuur waren de regering-Theunis I (december 1921 - juni 1923), de regering-Theunis II (juni 1923 - maart 1924) en de regering-Theunis III (maart 1924 - mei 1925) in functie, telkens meerderheden van katholieken en liberalen. De oppositie bestond dus uit de socialisten.

## Samenstelling
| Fractie | Fractie     | Rechtstr. | Prov. | Gec. | Tot. |
| ------- | ----------- | --------- | ----- | ---- | ---- |
|         | Katholieken | 42        | 21    | 10   | 73   |
|         | Socialisten | 33        | 12    | 7    | 52   |
|         | Liberalen   | 18        | 7     | 3    | 28   |

## Lijst van de senatoren
| Senator                                               | Partij    | Aanduiding                   | Kieskring                                   | Provincie       | Opmerkingen |
| ----------------------------------------------------- | --------- | ---------------------------- | ------------------------------------------- | --------------- | --- |
| Emmanuel de Meester                                   | Katholiek | Rechtstreeks gekozen senator | Antwerpen                                   | -               | Vervangt vanaf 14 juni 1922 de overleden Edgar Vercruysse. Vercruysse werd verkozen op een dissidente conservatief-katholieke lijst.                                                      |
| Jozef Nolf                                            | Katholiek | Rechtstreeks gekozen senator | Antwerpen                                   | -               | |
| Emile Dewitt                                          | Katholiek | Rechtstreeks gekozen senator | Antwerpen                                   | -               | Vervangt vanaf 25 november 1924 de overleden Arthur Brijs. |
| François Nellens                                      | Liberaal  | Rechtstreeks gekozen senator | Antwerpen                                   | -               | Vervangt vanaf 25 april 1923 de overleden Gustave Royers. Royers was tot aan zijn dood op 30 maart 1923 voorzitter van de commissie Openbare Werken.                                      |
| Albert Le Jeune                                       | Liberaal  | Rechtstreeks gekozen senator | Antwerpen                                   | -               | |
| Pierre Spillemaeckers                                 | Socialist | Rechtstreeks gekozen senator | Antwerpen                                   | -               | |
| Frans Wittemans                                       | Socialist | Rechtstreeks gekozen senator | Antwerpen                                   | -               | |
| Paul van Reynegom de Buzet                            | Katholiek | Rechtstreeks gekozen senator | Mechelen-Turnhout                           | -               | Voorzitter van de commissie Spoorwegen, Marine en PTT. |
| François du Four                                      | Katholiek | Rechtstreeks gekozen senator | Mechelen-Turnhout                           | -               | |
| Charles Lefebvre                                      | Katholiek | Rechtstreeks gekozen senator | Mechelen-Turnhout                           | -               | |
| Jacques Daems                                         | Socialist | Rechtstreeks gekozen senator | Mechelen-Turnhout                           | -               | |
| Joseph Van Roosbroeck                                 | Socialist | Rechtstreeks gekozen senator | Mechelen-Turnhout                           | -               | Secretaris. |
| Alexandre Braun                                       | Katholiek | Rechtstreeks gekozen senator | Brussel                                     | -               | Voorzitter van de katholieke fractie. |
| Georges Dupret                                        | Katholiek | Rechtstreeks gekozen senator | Brussel                                     | -               | |
| Edouard Du Bost                                       | Katholiek | Rechtstreeks gekozen senator | Brussel                                     | -               | Secretaris. |
| Léon de Steenhault de Waerbeek                        | Katholiek | Rechtstreeks gekozen senator | Brussel                                     | -               | |
| Albert Carnoy                                         | Katholiek | Rechtstreeks gekozen senator | Brussel                                     | -               | Verkozen op een dissidente christendemocratische lijst. |
| Maurice Féron                                         | Liberaal  | Rechtstreeks gekozen senator | Brussel                                     | -               | |
| Antoine Depage                                        | Liberaal  | Rechtstreeks gekozen senator | Brussel                                     | -               | |
| Alphonse Huisman-Van den Nest                         | Liberaal  | Rechtstreeks gekozen senator | Brussel                                     | -               | |
| Alphonse Carpentier                                   | Liberaal  | Rechtstreeks gekozen senator | Brussel                                     | -               | Vervangt vanaf 27 januari 1925 de overleden Albert Poelaert. |
| Jean Baeck                                            | Socialist | Rechtstreeks gekozen senator | Brussel                                     | -               | |
| Victor De Meulemeester                                | Socialist | Rechtstreeks gekozen senator | Brussel                                     | -               | |
| Alberic Deswarte                                      | Socialist | Rechtstreeks gekozen senator | Brussel                                     | -               | |
| Guillaume Solau                                       | Socialist | Rechtstreeks gekozen senator | Brussel                                     | -               | |
| Lucien Beauduin                                       | Liberaal  | Rechtstreeks gekozen senator | Leuven                                      | -               | |
| Edouard Descamps                                      | Katholiek | Rechtstreeks gekozen senator | Leuven                                      | -               | Ondervoorzitter vanaf 14 november 1922. |
| Désiré Vande Moortele                                 | Socialist | Rechtstreeks gekozen senator | Leuven                                      | -               | |
| Maximilien Pastur                                     | Katholiek | Rechtstreeks gekozen senator | Nijvel                                      | -               | |
| Jules Genard                                          | Socialist | Rechtstreeks gekozen senator | Nijvel                                      | -               | Vervangt vanaf 13 november 1923 Henri Delor, die lid wordt van de Kamer van volksvertegenwoordigers.                                                                                      |
| Albéric Ruzette                                       | Katholiek | Rechtstreeks gekozen senator | Brugge                                      | -               | |
| Prosper De Cloedt                                     | Liberaal  | Rechtstreeks gekozen senator | Brugge                                      | -               | Vervangt vanaf 28 juni 1923 de overleden Alphonse Dumon. |
| Auguste Hamman                                        | Katholiek | Rechtstreeks gekozen senator | Veurne-Diksmuide-Oostende                   | -               | |
| Auguste Serruys                                       | Liberaal  | Rechtstreeks gekozen senator | Veurne-Diksmuide-Oostende                   | -               | |
| Charles Gillès de Pelichy                             | Katholiek | Rechtstreeks gekozen senator | Roeselare-Tielt                             | -               | |
| Jan Mahieu Liebaert                                   | Katholiek | Rechtstreeks gekozen senator | Roeselare-Tielt                             | -               | |
| Cyrille Van den Bussche                               | Katholiek | Rechtstreeks gekozen senator | Roeselare-Tielt                             | -               | |
| Edmond Depontieu                                      | Katholiek | Rechtstreeks gekozen senator | Kortrijk-Ieper                              | -               | Vervangt vanaf 29 januari 1924 de overleden Frédéric Van De Voorde. Van De Voorde werd verkozen op een dissidente christendemocratische lijst.                                            |
| Julien Liebaert                                       | Katholiek | Rechtstreeks gekozen senator | Kortrijk-Ieper                              | -               | |
| Gustave Martens                                       | Socialist | Rechtstreeks gekozen senator | Kortrijk-Ieper                              | -               | |
| Hippolyte Ducastel                                    | Socialist | Rechtstreeks gekozen senator | Kortrijk-Ieper                              | -               | |
| Théophile Libbrecht                                   | Katholiek | Rechtstreeks gekozen senator | Gent-Eeklo                                  | -               | |
| Edgard de Kerchove d'Ousselghem                       | Katholiek | Rechtstreeks gekozen senator | Gent-Eeklo                                  | -               | Vanaf 14 november 1922 voorzitter van de commissie Landbouw. |
| Arnold t'Kint de Roodenbeke                           | Katholiek | Rechtstreeks gekozen senator | Gent-Eeklo                                  | -               | Tot 14 november 1922 ondervoorzitter en voorzitter van de commissie Landbouw en vanaf 14 november 1922 Senaatsvoorzitter en voorzitter van de commissie Buitenlandse Zaken.               |
| Camille Isidore De Bast                               | Liberaal  | Rechtstreeks gekozen senator | Gent-Eeklo                                  | -               | Vanaf 11 november 1924 voorzitter van de commissie Financiën. |
| Charles Hannick                                       | Socialist | Rechtstreeks gekozen senator | Gent-Eeklo                                  | -               | Vervangt vanaf 18 oktober 1922 de overleden Emile Coppieters. Coppieters was van 13 december 1921 tot aan zijn dood op 15 september 1922 voorzitter van de socialistische fractie.        |
| Polydore De Visch                                     | Socialist | Rechtstreeks gekozen senator | Gent-Eeklo                                  | -               | |
| Louis de Brouchoven de Bergeyck                       | Katholiek | Rechtstreeks gekozen senator | Dendermonde-Sint-Niklaas                    | -               | |
| Louis de Lausnay                                      | Katholiek | Rechtstreeks gekozen senator | Dendermonde-Sint-Niklaas                    | -               | |
| Armand Du Bois                                        | Katholiek | Rechtstreeks gekozen senator | Dendermonde-Sint-Niklaas                    | -               | |
| Pierre Van Fleteren                                   | Socialist | Rechtstreeks gekozen senator | Dendermonde-Sint-Niklaas                    | -               | |
| Joseph De Clercq                                      | Katholiek | Rechtstreeks gekozen senator | Oudenaarde-Aalst                            | -               | Vervangt vanaf 21 mei 1924 de overleden Louis De Sadeleer. De Sadeleer was tot aan zijn dood op 6 mei 1924 voorzitter van de commissie Financiën.                                         |
| Gaston Behaghel de Bueren                             | Katholiek | Rechtstreeks gekozen senator | Oudenaarde-Aalst                            | -               | |
| Joseph De Blieck                                      | Liberaal  | Rechtstreeks gekozen senator | Oudenaarde-Aalst                            | -               | Quaestor. |
| Guillaume Denauw                                      | Socialist | Rechtstreeks gekozen senator | Oudenaarde-Aalst                            | -               | |
| Adrien Vilain XIIII                                   | Katholiek | Rechtstreeks gekozen senator | Bergen-Zinnik                               | -               | |
| Arthur Demerbe                                        | Liberaal  | Rechtstreeks gekozen senator | Bergen-Zinnik                               | -               | |
| Fernand Mosselman                                     | Socialist | Rechtstreeks gekozen senator | Bergen-Zinnik                               | -               | |
| Vincent Volckaert                                     | Socialist | Rechtstreeks gekozen senator | Bergen-Zinnik                               | -               | Voorzitter van de commissie Koloniën. |
| Jules Dufrane                                         | Socialist | Rechtstreeks gekozen senator | Bergen-Zinnik                               | -               | |
| Maurice Wacrenier                                     | Liberaal  | Rechtstreeks gekozen senator | Doornik-Aat                                 | -               | |
| Emile Calonne                                         | Socialist | Rechtstreeks gekozen senator | Doornik-Aat                                 | -               | |
| Henri Carton de Tournai                               | Katholiek | Rechtstreeks gekozen senator | Doornik-Aat                                 | -               | |
| Georges Croquet                                       | Liberaal  | Rechtstreeks gekozen senator | Charleroi-Thuin                             | -               | |
| Fernand Thiébaut                                      | Katholiek | Rechtstreeks gekozen senator | Charleroi-Thuin                             | -               | Tot 18 november 1924 voorzitter van de commissie Economische Zaken en vanaf 18 november 1924 voorzitter van de commissie Economische Zaken en Openbare Werken.                            |
| Joseph Vanderick                                      | Socialist | Rechtstreeks gekozen senator | Charleroi-Thuin                             | -               | Vervangt vanaf 24 mei 1922 de overleden Auguste Houzeau de Lehaie. Houzeau de Lehaie was tot aan zijn dood op 20 mei 1922 voorzitter van de commissie Kunsten en Wetenschappen.           |
| Albert François                                       | Socialist | Rechtstreeks gekozen senator | Charleroi-Thuin                             | -               | |
| Armand Libioulle                                      | Socialist | Rechtstreeks gekozen senator | Charleroi-Thuin                             | -               | Secretaris. |
| Emile Mousty                                          | Socialist | Rechtstreeks gekozen senator | Charleroi-Thuin                             | -               | |
| Émile Demoulin                                        | Socialist | Rechtstreeks gekozen senator | Charleroi-Thuin                             | -               | |
| Paul Berryer                                          | Katholiek | Rechtstreeks gekozen senator | Luik                                        | -               | Vanaf 18 november 1924 voorzitter van de commissie Binnenlandse Zaken en Volksgezondheid.                                                                                                 |
| Joseph Remouchamps                                    | Liberaal  | Rechtstreeks gekozen senator | Luik                                        | -               | |
| Emile Digneffe                                        | Liberaal  | Rechtstreeks gekozen senator | Luik                                        | -               | |
| Valère Henault                                        | Socialist | Rechtstreeks gekozen senator | Luik                                        | -               | |
| Charles Van Belle                                     | Socialist | Rechtstreeks gekozen senator | Luik                                        | -               | Vervangt vanaf 24 januari 1922 de overleden Alfred Leblanc. |
| Jules Seeliger                                        | Socialist | Rechtstreeks gekozen senator | Luik                                        | -               | |
| Remy Damas                                            | Socialist | Rechtstreeks gekozen senator | Luik                                        | -               | Vervangt vanaf 16 december 1921 Alfred Laboulle, die verkiest om gedeputeerde van de provincie Luik te blijven.                                                                           |
| Alfred Lion                                           | Socialist | Rechtstreeks gekozen senator | Hoei-Borgworm                               | -               | |
| Pierre Guillaume Imperiali des Princes de Francavilla | Katholiek | Rechtstreeks gekozen senator | Hoei-Borgworm                               | -               | |
| André Simonis                                         | Katholiek | Rechtstreeks gekozen senator | Verviers                                    | -               | |
| Henri Pirard                                          | Socialist | Rechtstreeks gekozen senator | Verviers                                    | -               | |
| Ferdinand Portmans                                    | Katholiek | Rechtstreeks gekozen senator | Hasselt-Tongeren-Maaseik                    | -               | |
| Georges Meyers                                        | Katholiek | Rechtstreeks gekozen senator | Hasselt-Tongeren-Maaseik                    | -               | |
| Paul Cartuyvels                                       | Katholiek | Rechtstreeks gekozen senator | Hasselt-Tongeren-Maaseik                    | -               | |
| Georges Cornet d'Elzius de Peissant                   | Katholiek | Rechtstreeks gekozen senator | Hasselt-Tongeren-Maaseik                    | -               | |
| Paul de Moffarts                                      | Katholiek | Rechtstreeks gekozen senator | Aarlen-Marche-Bastenaken-Neufchâteau-Virton | -               | |
| Guillaume Duplicy                                     | Katholiek | Rechtstreeks gekozen senator | Aarlen-Marche-Bastenaken-Neufchâteau-Virton | -               | Vervangt vanaf 18 oktober 1922 de overleden Alfred Orban de Xivry. Orban de Xivry was secretaris tot aan zijn dood op 16 juli 1922.                                                       |
| Herbert Speyer                                        | Liberaal  | Rechtstreeks gekozen senator | Aarlen-Marche-Bastenaken-Neufchâteau-Virton | -               | |
| Eugène de Mevius                                      | Katholiek | Rechtstreeks gekozen senator | Namen-Dinant-Philippeville                  | -               | |
| Albert d'Huart                                        | Katholiek | Rechtstreeks gekozen senator | Namen-Dinant-Philippeville                  | -               | Quaestor. |
| Gabriel Hicguet                                       | Liberaal  | Rechtstreeks gekozen senator | Namen-Dinant-Philippeville                  | -               | |
| Edouard Ronvaux                                       | Socialist | Rechtstreeks gekozen senator | Namen-Dinant-Philippeville                  | -               | Vervangt vanaf 24 mei 1922 Gérard Rongy, die provinciaal senator wordt. |
| Henri Disière                                         | Socialist | Rechtstreeks gekozen senator | Namen-Dinant-Philippeville                  | -               | |
| Hector Lebon                                          | Katholiek | Provinciaal senator          | -                                           | Antwerpen       | Van 13 november 1923 tot 18 november 1924 voorzitter van de commissie Openbare Werken. |
| Robert d'Ursel                                        | Katholiek | Provinciaal senator          | -                                           | Antwerpen       | |
| Karel Weyler                                          | Liberaal  | Provinciaal senator          | -                                           | Antwerpen       | |
| Pierre Van Berckelaer                                 | Socialist | Provinciaal senator          | -                                           | Antwerpen       | |
| Jean Longville                                        | Socialist | Provinciaal senator          | -                                           | Antwerpen       | |
| Daniel Leyniers                                       | Katholiek | Provinciaal senator          | -                                           | Brabant         | |
| Cyrille Van Overbergh                                 | Katholiek | Provinciaal senator          | -                                           | Brabant         | |
| Auguste de Becker Remy                                | Katholiek | Provinciaal senator          | -                                           | Brabant         | Quaestor. |
| Emile Vinck                                           | Socialist | Provinciaal senator          | -                                           | Brabant         | Quaestor. |
| Leopold Beosier                                       | Socialist | Provinciaal senator          | -                                           | Brabant         | |
| Paul Henricot                                         | Liberaal  | Provinciaal senator          | -                                           | Brabant         | Vervangt vanaf 24 juli 1924 de overleden Joseph Berger. |
| Emile Delannoy                                        | Liberaal  | Provinciaal senator          | -                                           | Brabant         | Secretaris. |
| Emile Allewaert                                       | Katholiek | Provinciaal senator          | -                                           | West-Vlaanderen | |
| Félix Struye de Swielande                             | Katholiek | Provinciaal senator          | -                                           | West-Vlaanderen | |
| Etienne de Vrière                                     | Katholiek | Provinciaal senator          | -                                           | West-Vlaanderen | |
| Arthur Verbrugge                                      | Socialist | Provinciaal senator          | -                                           | West-Vlaanderen | |
| Gustaaf Eylenbosch                                    | Katholiek | Provinciaal senator          | -                                           | Oost-Vlaanderen | Vervangt vanaf 5 december 1922 de overleden Herman della Faille d'Huysse. |
| Jean-Baptiste de Ghellinck d'Elseghem                 | Katholiek | Provinciaal senator          | -                                           | Oost-Vlaanderen | |
| Romain Moyersoen                                      | Katholiek | Provinciaal senator          | -                                           | Oost-Vlaanderen | |
| Joseph Dumont                                         | Socialist | Provinciaal senator          | -                                           | Oost-Vlaanderen | Vervangt vanaf 22 december 1921 de overleden Henri Lefèvre. |
| Victor Carpentier                                     | Liberaal  | Provinciaal senator          | -                                           | Oost-Vlaanderen | |
| Adrien Hulin                                          | Katholiek | Provinciaal senator          | -                                           | Henegouwen      | Vervangt vanaf 13 november 1923 de overleden Edmond Moyart. |
| Eugène Derbaix                                        | Katholiek | Provinciaal senator          | -                                           | Henegouwen      | Vanaf 14 november 1922 voorzitter van de commissie Kunsten en Wetenschappen. |
| Albert Asou                                           | Liberaal  | Provinciaal senator          | -                                           | Henegouwen      | |
| Jules Lekeu                                           | Socialist | Provinciaal senator          | -                                           | Henegouwen      | |
| Alfred Danhier                                        | Socialist | Provinciaal senator          | -                                           | Henegouwen      | |
| Jules Casterman                                       | Socialist | Provinciaal senator          | -                                           | Henegouwen      | |
| Georges Polet                                         | Katholiek | Provinciaal senator          | -                                           | Luik            | |
| Charles Magnette                                      | Liberaal  | Provinciaal senator          | -                                           | Luik            | Ondervoorzitter. |
| Henri Renier                                          | Socialist | Provinciaal senator          | -                                           | Luik            | |
| Henri La Fontaine                                     | Socialist | Provinciaal senator          | -                                           | Luik            | Ondervoorzitter en vanaf 19 oktober 1922 voorzitter van de socialistische fractie. |
| Simon Deploige                                        | Katholiek | Provinciaal senator          | -                                           | Limburg         | Vervangt vanaf 13 november 1923 de overleden Eugeen Keesen. |
| Pieter-Jan Broekx                                     | Katholiek | Provinciaal senator          | -                                           | Limburg         | |
| Auguste Van Ormelingen                                | Katholiek | Provinciaal senator          | -                                           | Limburg         | |
| Adolphe de Limburg Stirum                             | Katholiek | Provinciaal senator          | -                                           | Luxemburg       | Vervangt vanaf 7 november 1922 de overleden Paul de Favereau. De Favereau was tot aan zijn dood op 26 september 1922 Senaatsvoorzitter en voorzitter van de commissie Buitenlandse Zaken. |
| Hippolyte Braffort                                    | Katholiek | Provinciaal senator          | -                                           | Luxemburg       | |
| Emile Baudrux                                         | Liberaal  | Provinciaal senator          | -                                           | Luxemburg       | |
| Alberic de Pierpont Surmont de Volsberghe             | Katholiek | Provinciaal senator          | -                                           | Namen           | |
| Charles de Broqueville                                | Katholiek | Provinciaal senator          | -                                           | Namen           | Voorzitter van de commissie Landsverdediging. |
| Gérard Rongy                                          | Socialist | Provinciaal senator          | -                                           | Namen           | Vervangt vanaf 24 mei 1922 Michel-Joseph Melchior, die voltijds burgemeester van Auvelais wordt. Daarvoor was hij tot 23 mei 1922 rechtstreeks gekozen senator.                           |
| Cyriaque Gillain                                      | Katholiek | Gecoöpteerd senator          | -                                           | -               | |
| Arthur Ligy                                           | Katholiek | Gecoöpteerd senator          | -                                           | -               | Secretaris vanaf 14 november 1922 en tot 11 november 1924 voorzitter van de commissie Binnenlandse Zaken en Volksgezondheid.                                                              |
| Charles Dejace                                        | Katholiek | Gecoöpteerd senator          | -                                           | -               | |
| Alfred Nerincx                                        | Katholiek | Gecoöpteerd senator          | -                                           | -               | |
| Georges Rutten                                        | Katholiek | Gecoöpteerd senator          | -                                           | -               | |
| Georges Limage                                        | Katholiek | Gecoöpteerd senator          | -                                           | -               | |
| Alphonse Ryckmans                                     | Katholiek | Gecoöpteerd senator          | -                                           | -               | Secretaris. |
| Paul Tschoffen                                        | Katholiek | Gecoöpteerd senator          | -                                           | -               | Vervangt vanaf 11 november 1924 de overleden Mathieu Liesens. |
| Armand Hubert                                         | Katholiek | Gecoöpteerd senator          | -                                           | -               | Voorzitter van de commissie Arbeid en Nijverheid. |
| Georges Vercruysse                                    | Katholiek | Gecoöpteerd senator          | -                                           | -               | Vervangt vanaf 13 november 1923 de overleden Florent Van Cauwenbergh. |
| Ernest Nolf                                           | Liberaal  | Gecoöpteerd senator          | -                                           | -               | |
| Eugène Goblet d'Alviella                              | Liberaal  | Gecoöpteerd senator          | -                                           | -               | Voorzitter van de commissie Justitie en voorzitter van de liberale fractie. |
| Maurice Vauthier                                      | Liberaal  | Gecoöpteerd senator          | -                                           | -               | |
| Alfred Lombard                                        | Socialist | Gecoöpteerd senator          | -                                           | -               | |
| Marie Janson                                          | Socialist | Gecoöpteerd senator          | -                                           | -               | |
| Camille Guyaux                                        | Socialist | Gecoöpteerd senator          | -                                           | -               | |
| Edouard Van Vlaenderen                                | Socialist | Gecoöpteerd senator          | -                                           | -               | |
| Albert Renard                                         | Socialist | Gecoöpteerd senator          | -                                           | -               | |
| August Vermeylen                                      | Socialist | Gecoöpteerd senator          | -                                           | -               | |
| Armand Fraiture                                       | Socialist | Gecoöpteerd senator          | -                                           | -               | |